# The First Time – Bedingungslose Liebe
The First Time – Bedingungslose Liebe (tj. Poprvé – Bezpodmínečná láska) je německý hraný film z roku 2011, který režíroval Timmy Ehegötz podle vlastního scénáře. Film zachycuje pocity teenagera při první zamilovanosti.

## Děj
17letý Billy se poprvé zamiloval. Nedávno se poznal s 19letým Nickem a má pocit, že jeho štěstí nemůže stát nic v cestě. Přesto se jejich vztah nevyvíjí idylicky. Po krátkém čase se pohled obou na jejich vztah začnou rozcházet. Nick souběžně navazuje vztah s dalším klukem a Billy propadá silným záchvatům žárlivosti. Dostávají se do sporu, který končí až fyzickým násilím. Nick přerušuje jakýkoliv kontakt. Billy se snaží k Nickovi navrátil, ale bez úspěchu. Jejich náhodné setkání na večírku vede opět k závažné konfrontaci.

## Obsazení
| Timmy Ehegötz       | Billy Hein       |
| Björn Suchla        | Nicklas Severin  |
| Denise Ilktac       | Kathrin Scherer  |
| Florian Ahlborn     | Florian Rehmann  |
| Karina Schilling    | Sandra Hein      |
| Rüdiger Ohst        | Rüdiger Hein     |
| Cathleen Kappes     | Denise Hein      |
| Elke Rimpel         | Eva Richter      |
| Kerstin Peterke     | Patricia Beyer   |
| Stefan Pottrick     | Alexander Walter |
| André Kalisch       | Sebastian Reich  |
| Anna-Ricarda Beyer  | Melanie Meyer    |
| Bianca Prohl        | Nora Meya        |
| Ulrike Kintzel      | Michelle Schmidt |
| Christoph Hannemann | Jan Reeber       |
| Richard Laaser      | Manuel Reitmeier |